# 佐藤猛郎
佐藤 猛郎（さとう たけろう、1931年11月18日 - ）は、英文学者。
東京生まれ。1954年東京教育大学英文科卒業。日本交通公社勤務、東京都立上野高等学校教諭、学習院高等科教諭、帝京技術科学大学教授、つくば国際大学教授。2002年定年退任。19世紀英文学、特にウォルター・スコットを研究。NPO日本スコットランド協会代表理事。日本カレドニア学会幹事。

## 著書
- 『ウォルター・スコット『最後の吟遊詩人の歌 作品研究』』著訳 評論社 1983
- 『英文手紙の書き方 パターン活用』創元社 1986
- 『ビジネス英文手紙 パターン活用』創元社 1989
- 『英語で紹介する日本 キーワード305 ハンドブック』創元社 1992

共編著
- 『図説スコットランド』岩田託子,富田理恵共編著 河出書房新社 ふくろうの本　2005

### 翻訳
- ウォルター・スコット『マーミオン』成美堂 1995
- J.G.ロックハート『ウォルター・スコット伝』内田市五郎、佐藤豊、原田祐貨共訳、彩流社 2001
- ウォルター・スコット『湖上の美人』あるば書房 2002
- ジョージ・マッカイ・ブラウン『愛のカレンダー 短編集』山田修、木戸敦子共訳、あるば書房 2003
- ウォルター・スコット『ウェイヴァリー あるいは60年前の物語』上中下、万葉舎・万葉新書 ウォルター・スコット歴史小説名作集 2011